# Cymbiodyta semistriata
Cymbiodyta semistriata är en skalbaggsart som först beskrevs av Zimmermann 1869.  Cymbiodyta semistriata ingår i släktet Cymbiodyta och familjen palpbaggar. Inga underarter finns listade i Catalogue of Life.